# 아마다 에네미가
《아마다 에네미가》(스페인어: Amada enemiga)은 1997년 방영된 멕시코의 텔레노벨라이다.